# Tersilochus terebrator
Tersilochus terebrator är en stekelart som först beskrevs av Horstmann 1971.  Tersilochus terebrator ingår i släktet Tersilochus och familjen brokparasitsteklar. Inga underarter finns listade i Catalogue of Life.